# Brenock O'Connor
Brenock Grant O'Connor (Sussex Occidental, Inglaterra, 9 de abril de 2000) es un actor y cantante británico conocido por su papel de Olly en la serie Game of Thrones. 

## Primeros años
O'Connor asistió al Chatsmore Catholic High School en Goring, y se capacitó en The Theatre Workshop Stage School en Brighton. Comenzó a hacer representaciones teatrales a la edad de seis años en Worthing, y de este modo ganó una beca.

## Carrera
Hizo el papel de Olly en la serie Game of Thrones, un personaje creado para la serie y que no aparece en los libros escritos por George R. R. Martin. El personaje fue introducido en la historia para explicar la relación entre los Salvajes y la Guardia de la Noche, pero continuó para dar trasfondo a la relación de Ygritte y Jon Snow en la cuarta y quinta temporadas, respectivamente.
Tras su traición y el asesinato de Jon Snow en el último episodio de la quinta temporada, O'Connor declaró que recibió ataques por parte de fanes de la serie. En esa misma entrevista aclaró que también recibió mensajes de personas que entendían que la serie "no es realidad," y le felicitaban por su actuación. Olly hizo su última aparición en un episodio de la "sexta temporada", cuando fue ahorcado por un resurrecto Jon Snow.
O'Connor también ha aparecido en otros papeles, incluyendo a Peter Cratchit en la serie Dickensian, estrenada en diciembre de 2015. También protagonizó la película de aventura Young Hunters: The Beast of Bevendean. Apareció en un videoclip de Noah and the Whale como también en comerciales de Haribo, y como protagonista en un episodio de Holby City.

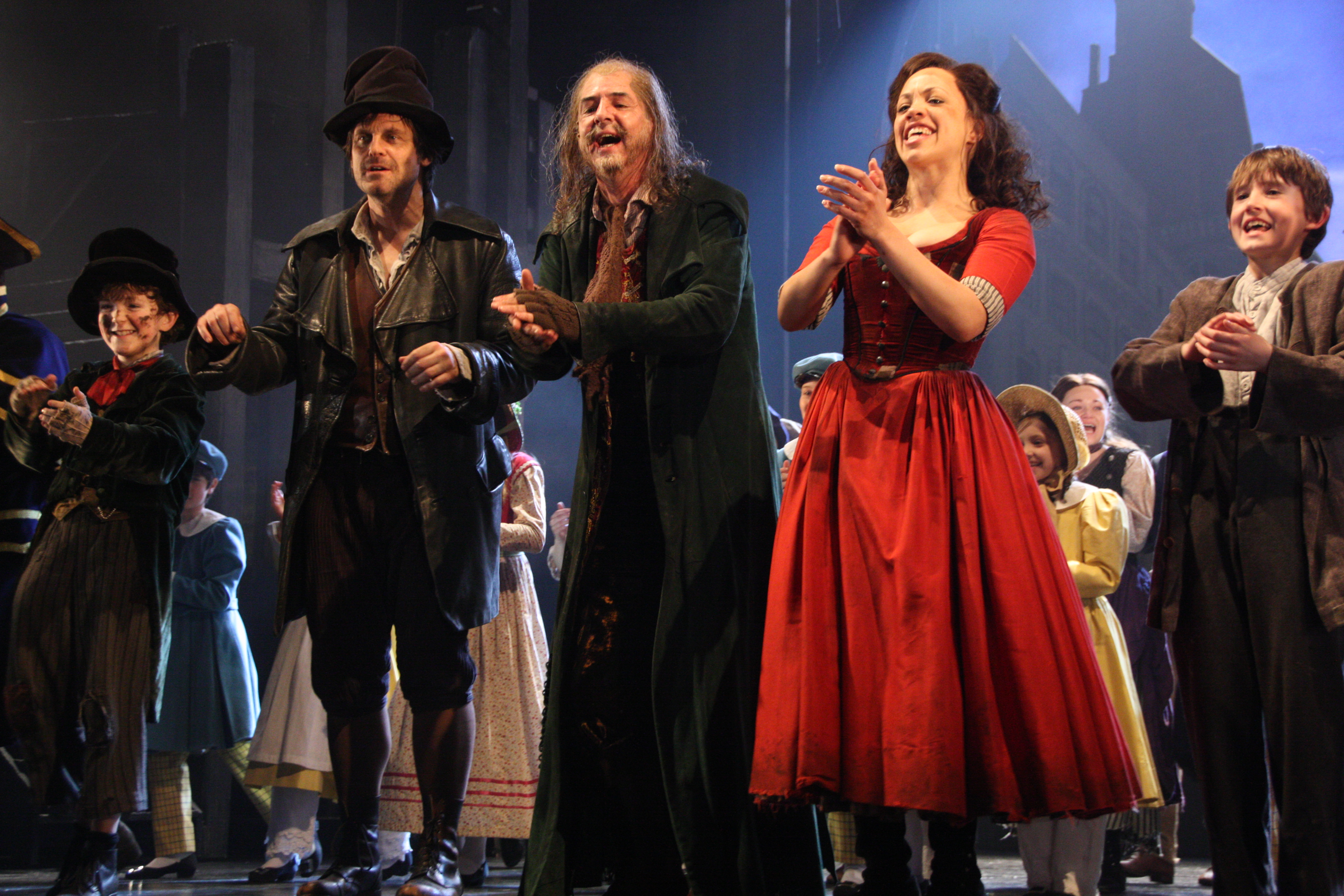
O'Connor (extremo izquierdo) en el papel de The Artful Dodger en la última representación Oliver! en febrero de 2013.

En cuanto al teatro, O'Connor se ha ido de gira para la obra Oliver!, con el papel de The Artful Dodger junto a Iain Fletcher, Neil Morrissey y Samantha Barks.
Además de actuar, O'Connor es cantante y guitarrista y ha subido canciones a YouTube.

## Filmografía

### Películas
| Año  | Título                                | Papel          | Notas |
| ---- | ------------------------------------- | -------------- | ----- |
| 2015 | Young Hunters: The Beast of Bevendean | Sam Aldrington |       |
| 2017 | Another Mother's Son                  | Rex Forster    |       |
| TBA  | The Bromley Boys                      | David Roberts  |       |

### Televisión
| Año       | Título           | Papel             | Notas                                       |
| --------- | ---------------- | ----------------- | ------------------------------------------- |
| 2012      | Holby City       | Angus Peters      | Episodio: "Blood Money"                     |
| 2013      | Chickens         | Dribbler          | Episodio: "Rebel Girl"                      |
| 2014–2016 | Game of Thrones  | Olly              | 17 episodios                                |
| 2015–2016 | Dickensian       | Peter Cratchit    | 12 episodios                                |
| 2016      | Casualty         | Peter Barnes      | Episodio: "All I Want for Christmas Is You" |
| 2017      | Living the Dream | Freddie Pemberton | Personaje principal                         |
| 2018      | The Split        | Sasha             | Personaje recurrente                        |

## Premios y nominaciones
| Año  | Asociación                 | Categoría                                                          | Trabajo         | Resultado |
| ---- | -------------------------- | ------------------------------------------------------------------ | --------------- | --------- |
| 2015 | Saturn Awards              | Mejor Interpretación por un Actor Joven en una Serie de Televisión | Game of Thrones | Nominado  |
| 2015 | Screen Actors Guild Awards | Mejor Interpretación en una Serie de Televisión                    | Game of Thrones | Nominado  |